# Flash Gordon (album, Queen)
Flash Gordon je v pořadí 9. studiové album slavné britské rockové skupiny Queen, které bylo vydané v roce 1980. Je zároveň soundtrackem ke sci-fi filmu Flash Gordon.

## Seznam skladeb

### První strana
1. „Flash's Teheme“ (Brian May) – 3:29
2. „In the Space Capsule (The Love Theme)“ (Roger Taylor) – 2:42
3. „Ming's Theme (In the Court of Ming the Merciless)“ (Freddie Mercury) – 2:40
4. „The Ring (Hypnotic Seduction of Dale)“ (Mercury) – 0:57
5. „Football Fight“ (Mercury) – 1:28
6. „In the Death Cell (Love Theme Reprise)“ (Taylor) – 2:24
7. „Execution of Flash“ (John Deacon) – 1:05
8. „The Kiss (Aura Resurrects Flash)“ (Mercury) – 1:44

### Druhá strana
1. „Arboria (Planet of the Tree Men)“ (Deacon) – 1:41
2. „Escape from the Swamp“ (Taylor) – 1:43
3. „Flash to the Rescue“ (May) – 2:44
4. „Vultan's Theme (Attack of the Hawk Men)“ (Mercury) – 1:12
5. „Battle Theme“ (May) – 2:18
6. „The Wedding March“ (May) – 0:56
7. „Marriage of Dale and Ming (and Flash Approaching)“ (May/Taylor) – 2:04
8. „Crash Dive on Mingo City“ (May) – 1:00
9. „Flash's Theme Reprise (Victory Celebrations)“ (May) – 1:23
10. „The Hero“ (May) – 3:31

- Bonusové písně přidáné při vydání firmou Hollywood Records v roce 1991:

1. „Flash's Theme (1991 Bonus Remix by Mista Lawnge, 9.5)“ (Brian May) – 6:43

### Singly
Singly z alba Flash Gordon

1. „Flash's Theme / Football Fight“
Vydáno: 24. listopadu 1980